# Lina Magull
Lina Maria Magull (Dortmund, 15 agosto 1994) è una calciatrice tedesca, centrocampista dell'Inter e della nazionale tedesca.

## Carriera

### Club

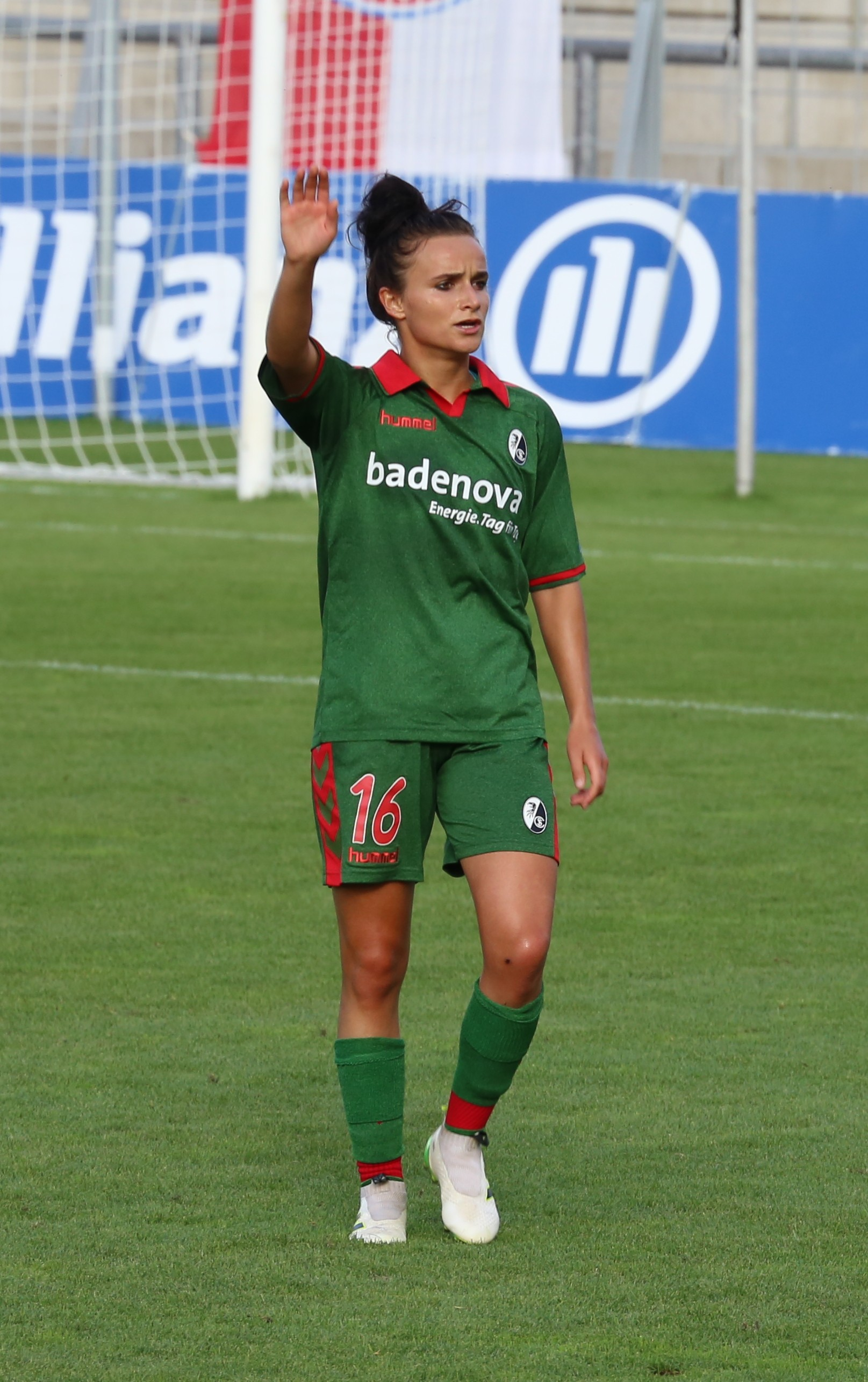
Lina Magull durante la partita di Frauen-Bundesliga 2016-2017 tra Bayern Monaco e Friburgo del 3 settembre 2016.

Nata a Dortmund, inizia a giocare a calcio nell'Hörder SC, per poi passare all'Hombrucher SV prima e alla SuS Kaiserau dopo. Tra il 2009 e il 2012 gioca per il Gütersloh nella 2. Frauen-Bundesliga, secondo livello del campionato tedesco, conquistando la promozione in Frauen-Bundesliga al termine della stagione 2011-12 al posto del Turbine Potsdam II, non eleggibile per la promozione.
Nell'estate 2012 si trasferisce al Wolfsburg assieme alla compagna di squadra Annabel Jäger. A luglio 2012 riceve la Fritz-Walter-Medaille d'argento alle spalle di Lena Lotzen, premio dato alle migliori giovani calciatrici tedesche dell'anno. Dopo aver esordito in campionato il 23 settembre 2012 contro il Sindelfingen, segna la sua prima rete in Bundesliga il 14 novembre successivo proprio contro la sua precedente squadra, il Gütersloh. Gioca al Wolfsburg per tre stagioni consecutive, vincendo per due volte il campionato tedesco, la Coppa di Germania e la UEFA Women's Champions League.
Nel 2015, dopo aver rinnovato il contratto col Wolsburg per altre tre stagioni, viene mandata in prestito al Friburgo, continuando a giocare nella Frauen-Bundesliga. Il prestito viene rinnovato anche per la stagione successiva, e confermato per una terza stagione nel gennaio 2017. La permanenza in Brisgovia dura tre stagioni di fila, durante le quali Magull colleziona 62 presenze in campionato e 29 reti, 12 delle quali nella stagione 2017-18, conclusa al secondo posto nella classifica delle migliori marcatrici.
Per la stagione 2018-19 si trasferisce al Bayern Monaco assieme alla compagna di squadra Laura Benkarth. Al Bayern torna anche a giocare in UEFA Women's Champions League e vince il campionato tedesco, il suo terzo, nella stagione 2020-21. Dopo un secondo posto nell'annata seguente, nella stagione 2022-23 vince un altro campionato, il quarto personale.
Il 13 gennaio 2024, Magull passa a titolo definitivo all'Inter, in Serie A, con cui firma un contratto valido fino al 30 giugno 2026.

### Nazionale

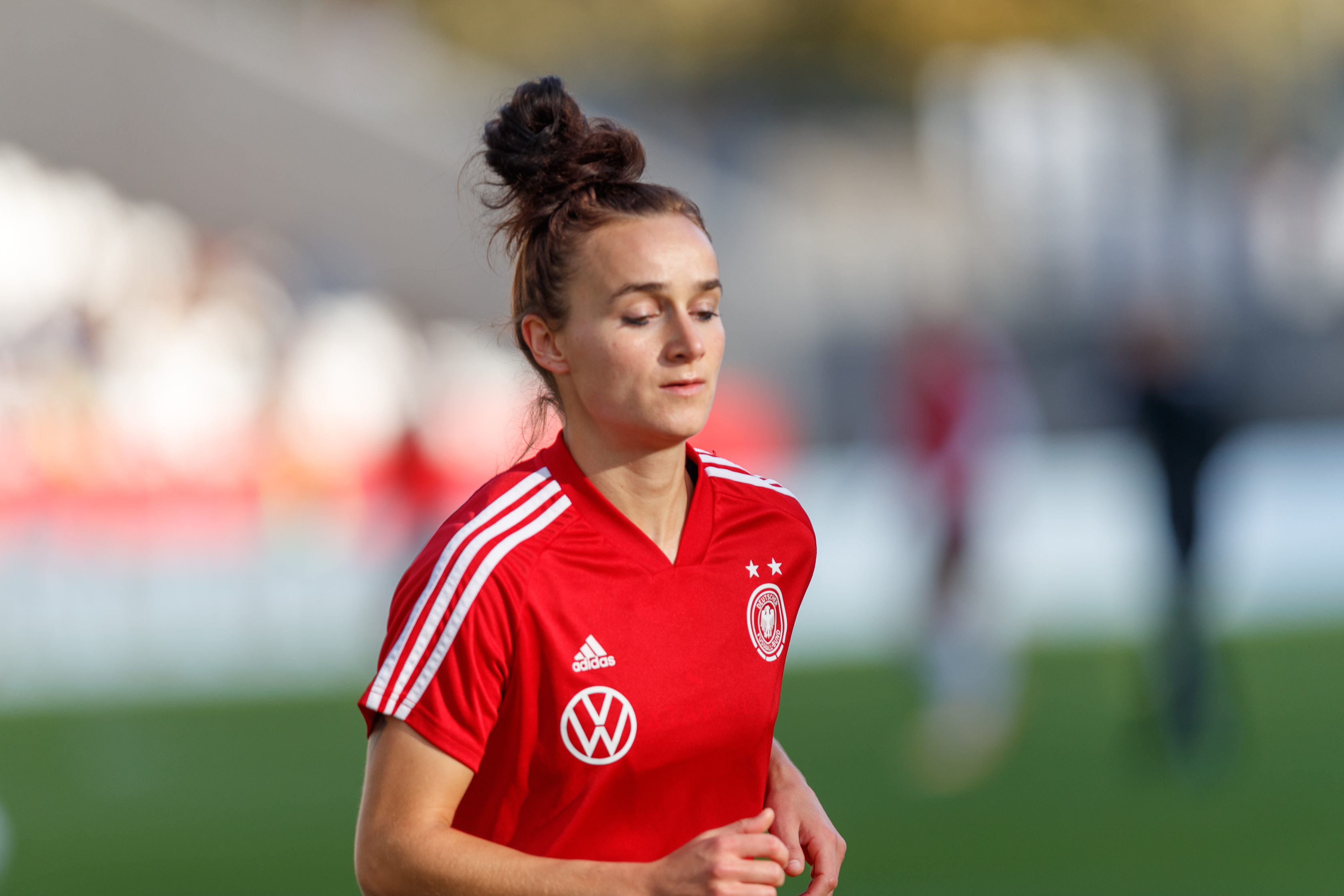
Lina Magull con la maglia della nazionale tedesca il 26 ottobre 2021.

Magull ha fatto parte delle selezioni nazionali giovanili tedesche sin dall'Under-15. Con la nazionale Under-17 partecipa alle fasi finali dei campionati europei di categoria 2010 e 2011; in quest'ultimo segna quattro reti, inclusa la tripletta nella vittoria per 8-2 sull'Islanda nella finalina. Sempre con l'Under-17 partecipa al campionato mondiale 2010, concluso dalla Germania ai quarti di finale.
Con la nazionale Under-19 partecipa alla fase finale del campionato europeo 2013 di categoria, giocatosi in Galles e concluso dalla Germania in semifinale dopo la sconfitta contro la Francia. Grazie a questo risultato la Germania conquista l'accesso alla fase finale del campionato mondiale Under-20 2014, organizzato in Canada. Magull viene inserita nella rosa delle 21 calciatrici convocate dalla selezionatrice Maren Meinert. Il torneo vede le tedesche vincere il proprio girone e poi avanzare nella fase a eliminazione diretta dai quarti fino in finale, vinta per 1-0 sulla Nigeria dopo i tempi supplementari, conquistando così il terzo titolo mondiale Under-20.
Il 13 ottobre 2015 arriva per Magull, e per Mandy Islacker, la prima convocazione nella nazionale maggiore. Il 22 ottobre successivo arriva l'esordio in nazionale nella partita vinta 2-0 sulla Russia e valida per le qualificazioni al campionato europeo 2017, scendendo in campo al 78º minuto proprio al posto di Islacker. Tre giorni dopo mette a segno una doppietta, prime sue reti in nazionale, nella vittoria per 7-0 sulla Turchia. Magull viene poi convocata dalla selezionatrice Steffi Jones per la partecipazione al campionato europeo 2017, organizzato dai Paesi Bassi. Scende in campo in tutte e quattro le partite giocate dalle tedesche, tre nel girone e i quarti di finale, dove arriva l'eliminazione per opera della Danimarca.
Dopo aver segnato 4 reti nella fase di qualificazione, Magull viene inserita dalla selezionatrice Martina Voss-Tecklenburg nella lista delle 23 calciatrici convocate per la fase finale del campionato mondiale 2019, giocato in Francia. Il 17 giugno 2019 mette a segno una delle quattro reti con cui la Germania supera il Sudafrica, vincendo il girone B e accedendo agli ottavi di finale. Il 29 giugno successivo segna la rete dell'iniziale vantaggio tedesco nei quarti di finale contro la Svezia, che poi ribalta il risultato eliminando la Germania dalla manifestazione.
Nel 2022 viene inserita nella lista finale delle 23 giocatrici convocate per il campionato europeo in Inghilterra; la competizione vede le tedesche arrendersi in finale all'Inghilterra per 2-1 ai tempi supplementari, con Magull che segna il gol del momentaneo pareggio. L'anno dopo partecipa al campionato mondiale in Australia e Nuova Zelanda, in cui la Germania viene eliminata già nella fase a gironi.

## Statistiche

### Presenze e reti nei club
Statistiche aggiornate al 10 maggio 2025.
| Stagione             | Squadra              | Campionato           | Campionato | Campionato | Coppe nazionali | Coppe nazionali | Coppe nazionali | Coppe continentali | Coppe continentali | Coppe continentali | Altre coppe | Altre coppe | Altre coppe | Totale | Totale |
| Stagione             | Squadra              | Comp                 | Pres       | Reti       | Comp            | Pres            | Reti            | Comp               | Pres               | Reti               | Comp        | Pres        | Reti        | Pres   | Reti   |
| -------------------- | -------------------- | -------------------- | ---------- | ---------- | --------------- | --------------- | --------------- | ------------------ | ------------------ | ------------------ | ----------- | ----------- | ----------- | ------ | ------ |
| 2009-2010            | Gütersloh            | 2FB                  | 3          | 0          | CG              | -               | -               | -                  | -                  | -                  | -           | -           | -           | 3      | 0      |
| 2010-2011            | Gütersloh            | 2FB                  | 14         | 2          | CG              | 3               | 0               | -                  | -                  | -                  | -           | -           | -           | 17     | 2      |
| 2011-2012            | Gütersloh            | 2FB                  | 21         | 19         | CG              | 4               | 2               | -                  | -                  | -                  | -           | -           | -           | 25     | 21     |
| Totale Gütersloh     | Totale Gütersloh     | Totale Gütersloh     | 38         | 21         | -               | 7               | 2               | -                  | -                  | -                  | -           | -           | -           | 45     | 23     |
| 2012-2013            | Wolfsburg            | FB                   | 15         | 2          | CG              | 5               | 2               | UWCL               | 8                  | 0                  | -           | -           | -           | 28     | 4      |
| 2013-2014            | Wolfsburg            | FB                   | 11         | 2          | CG              | 2               | 1               | UWCL               | 4                  | 4                  | -           | -           | -           | 17     | 7      |
| 2014-2015            | Wolfsburg            | FB                   | 16         | 5          | CG              | 4               | 0               | UWCL               | 6                  | 2                  | -           | -           | -           | 26     | 7      |
| Totale Wolfsburg     | Totale Wolfsburg     | Totale Wolfsburg     | 42         | 9          | -               | 11              | 3               | -                  | 10                 | 6                  | -           | -           | -           | 63     | 18     |
| 2015-2016            | Friburgo             | FB                   | 20         | 6          | CG              | 3               | 2               | -                  | -                  | -                  | -           | -           | -           | 23     | 8      |
| 2016-2017            | Friburgo             | FB                   | 22         | 11         | CG              | 4               | 2               | -                  | -                  | -                  | -           | -           | -           | 26     | 13     |
| 2017-2018            | Friburgo             | FB                   | 20         | 12         | CG              | 3               | 1               | -                  | -                  | -                  | -           | -           | -           | 23     | 13     |
| Totale Friburgo      | Totale Friburgo      | Totale Friburgo      | 62         | 29         | -               | 10              | 5               | -                  | -                  | -                  | -           | -           | -           | 72     | 34     |
| 2018-2019            | Bayern Monaco        | FB                   | 17         | 7          | CG              | 4               | 1               | UWCL               | 8                  | 2                  | -           | -           | -           | 29     | 10     |
| 2019-2020            | Bayern Monaco        | FB                   | 20         | 5          | CG              | 1               | 0               | UWCL               | 4                  | 2                  | -           | -           | -           | 25     | 7      |
| 2020-2021            | Bayern Monaco        | FB                   | 20         | 5          | CG              | 4               | 1               | UWCL               | 7                  | 1                  | -           | -           | -           | 31     | 7      |
| 2021-2022            | Bayern Monaco        | FB                   | 20         | 4          | CG              | 3               | 1               | UWCL               | 7                  | 0                  | -           | -           | -           | 30     | 5      |
| 2022-2023            | Bayern Monaco        | FB                   | 19         | 8          | CG              | 4               | 2               | UWCL               | 8                  | 1                  | -           | -           | -           | 31     | 11     |
| ago.-dic. 2023       | Bayern Monaco        | FB                   | 8          | 0          | CG              | 1               | 0               | UWCL               | 4                  | 0                  | -           | -           | -           | 13     | 0      |
| Totale Bayern Monaco | Totale Bayern Monaco | Totale Bayern Monaco | 104        | 29         | -               | 17              | 5               | -                  | 38                 | 6                  | -           | -           | -           | 159    | 40     |
| gen.-giu. 2024       | Inter                | A                    | 14         | 9          | CI              | 2               | 0               | -                  | -                  | -                  | -           | -           | -           | 16     | 9      |
| 2024-2025            | Inter                | A                    | 24         | 6          | CI              | 2               | 1               | -                  | -                  | -                  | -           | -           | -           | 26     | 7      |
| Totale carriera      | Totale carriera      | Totale carriera      | 38         | 15         | -               | 4               | 1               | -                  | -                  | -                  | -           | -           | -           | 42     | 16     |
| Totale carriera      | Totale carriera      | Totale carriera      | 284        | 103        | -               | 51              | 16              | -                  | 56                 | 12                 | -           | -           | -           | 391    | 131    |

## Palmarès

### Club
- Campionato tedesco: 4

Wolfsburg: 2012-2013, 2013-2014
Bayern Monaco: 2020-2021, 2022-2023
- Coppa di Germania: 2

Wolfsburg: 2012-2013, 2014-2015
- UEFA Women's Champions League: 2

Wolfsburg: 2012-2013, 2013-2014

### Nazionale
- Campionato mondiale under 20: 1

2014

### Individuale
- Fritz-Walter-Medaille: 1

2012